# Чакветадзе, Анна Джамбулиевна
А́нна Джамбулиевна Чаквета́дзе (род. 5 марта 1987, Москва) — российская теннисистка и спортивный комментатор. Полуфиналистка одного турнира Большого шлема в одиночном разряде (Открытый чемпионат США-2007); бывшая пятая ракетка мира в одиночном рейтинге; двукратная обладательница Кубка Федерации (2007, 2008) в составе национальной сборной России; победительница восьми турниров WTA в одиночном разряде; финалистка одного юниорского турнира Большого шлема в одиночном разряде (Уимблдон-2003).

## Общая биография
Отец — Джемал (Джамбули), родом из Грузинской ССР, бизнесмен. Мать Наталья — из Украинской ССР — домохозяйка. Старший брат Важа профессионально играл в футбол, но разбился на машине в 2000 году. Также есть младший брат Роман.
Играть в теннис Чакветадзе начала с 8 лет при поддержке матери. Наилучших результатов добилась на покрытии хард. Тренировалась в детской международной академии тенниса «Валери». Первым тренером был Виктор Павлов. Затем занималась с поляком Павлом Островским, брала уроки у Крис Эверт, удар справа ей ставил аргентинец Мартин Стригали.
К своим хобби относит футбол, чтение и шопинг. Любимым писателем россиянки является Борис Акунин. В 2008 году окончила МГПУ, получив специальность психолога и педагога. Владеет английским языком.
В декабре 2007 года на дом Чакветадзе было совершено вооружённое нападение, в котором пострадала она сама и её родители.
В 2011 году входила в первую тройку избирательного списка партии «Правое дело» на выборах в Госдуму. На президентских выборах 2012 года Анна Чакветадзе была доверенным лицом Михаила Прохорова.
Во время пауз в игровой карьере привлекалась на российское телевидение в качестве эксперта и сокомментатора на программы по теннисной тематике. Работает теннисным комментатором на телеканале «Евроспорт».
В 2014 году вышла замуж за швейцарского банкира с украинским гражданством, 28 сентября 2018 года родила дочь.
В 2015 году открыла свою теннисную школу.
Была тренером по физподготовке Сергея Карякина перед матчем за звание чемпиона мира по шахматам 2016.

## Спортивная карьера

### Начало карьеры

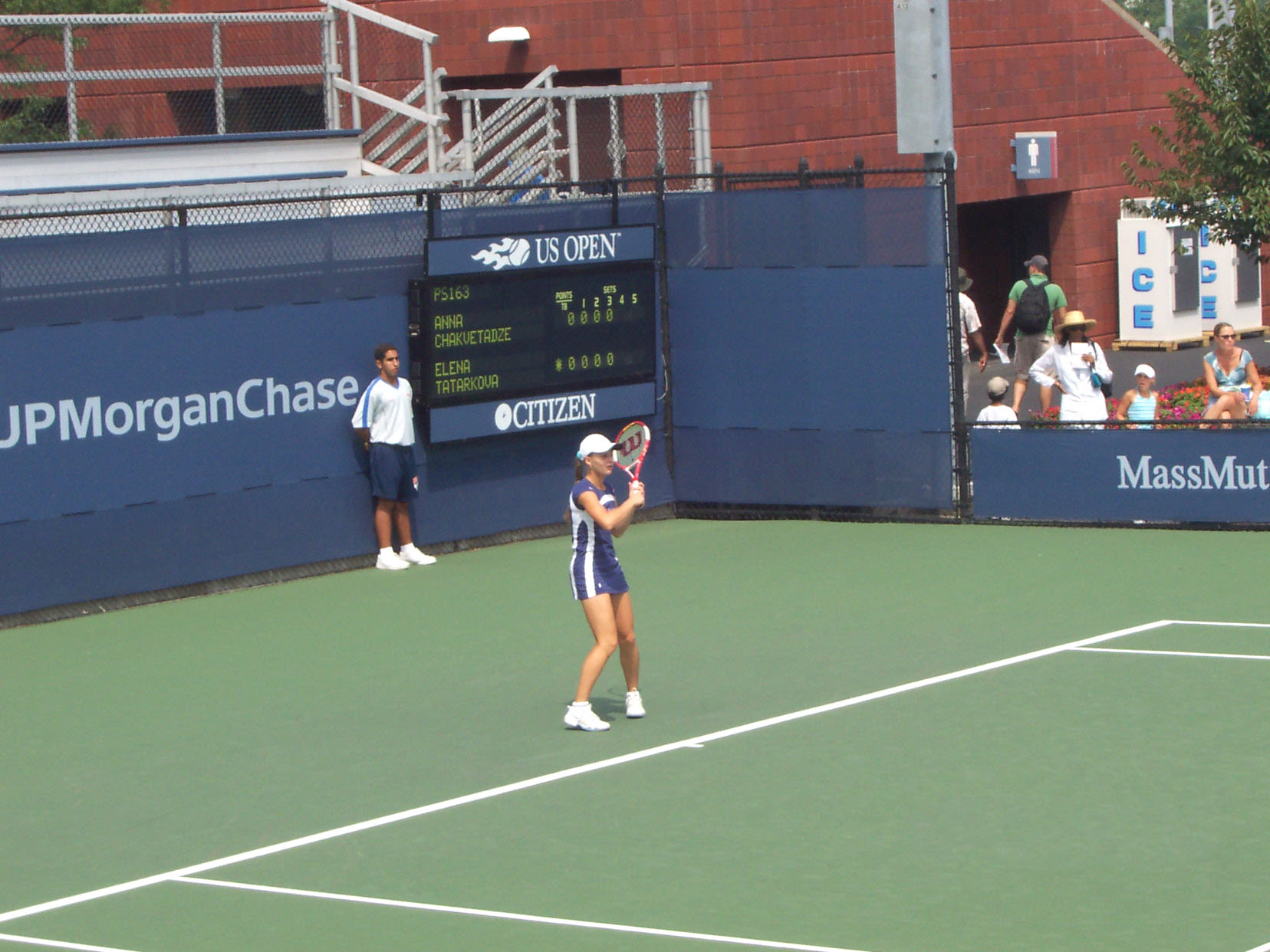
Во время квалификации на Открытый чемпионат США 2004 года

Чакветадзе обратила на себе внимание ещё на юниорском этапе карьеры. Ряд успехов на детских и внутрироссийских турнирах в первой половине 2000-х годов перешли в заметные результаты в международных соревнованиях среди старших юниоров под эгидой ITF. Первый успех был достигнут в мае 2002 года, когда Чакветадзе победила на российском Кубке Озерова. Через год дебютировала на турнирах серии Большого шлема — во Франции. На своём втором турнире серии — на Уимблдоне — пробилась в финал, где уступила одной из сильнейших юниорок бельгийке Кирстен Флипкенс.
Ряд успешных турниров до конца сезона подняли Чакветадзе в двадцатку сильнейших юниорок мира. На юниорских турнирах Чакветадзе прекратила выступления в конце 2003 года и с 2004 года сосредоточилась на матчах профессионального тура.
Первый взрослый турнир Чакветадзе сыграла в ноябре 2001 года, а со следующего сезона она стала появляться на взрослых турнирах более регулярно. В апреле 2002 года, выиграв один матч в квалификации на турнир в Будапеште, впервые попала во взрослый одиночный рейтинг. В одиночном разряде результаты росли постепенно, в парном уже первый турнир стал победным — в июле 10-тысячник из цикла ITF в Турции.
В 2003—2004 годах Чакветадзе постепенно поднималась в рейтинге. В феврале 2004 года на 25-тысячниках ITF в Великобритании удалось выйти два раза подряд в финал и выиграть один из них. В июне 2004 года, дойдя до финала травяного турнира в Сербитоне, впервые попала в топ-200. В августе в Стокгольме она впервые преодолела квалификационный отбор и попала на турнир основного тура. В первом матче на таком уровне Анна проиграла Сильвии Фарине из Италии. Затем Чакветадзе впервые сыграла в квалификации взрослого турнира Большого шлема — на Открытый чемпионат США и смогла преодолеть три раунда квалификации и попасть в основной турнир. Она пробилась в третий круг основы, попутно обыграв действующую чемпионку Ролан Гаррос Анастасию Мыскину. Этот успех поднял Анну в первую сотню одиночного рейтинга (со 175-го на 91-е место). До конца сезона Чакветадзе дошла до финала 50-тысячника цикла ITF в Батуми, а также прошла квалификацию на Кубке Кремля.
На Открытый чемпионат Австралии 2005 года Чакветадзе по рейтингу попадала по рейтингу уже без квалификационного отбора и прошла там во второй раунд. В мае смогла выйти в четвертьфинал турнире в Стамбуле, после которого она отправилась на Открытый чемпионат Франции и вышла там в третий раунд. Этот результат позволил подняться в топ-50. В июне на траве лучшим результатом стал выход в четвертьфинал в Бирмингеме. В августе на турнире 1-й категории в Сан-Диего выиграла три матча и вышла в четвертьфинал. На турнире 2-й категории в Нью-Хейвене Чакветадзе доиграла до полуфинала, а на Открытом чемпионате США второй год подряд вышла в третий раунд. За год россиянка поднялась более чем на 50 позиций в рейтинге и завершила сезон на 33-м.

### 2006—2007 (первые титулы в Туре, полуфинал в США и № 5 в мире)

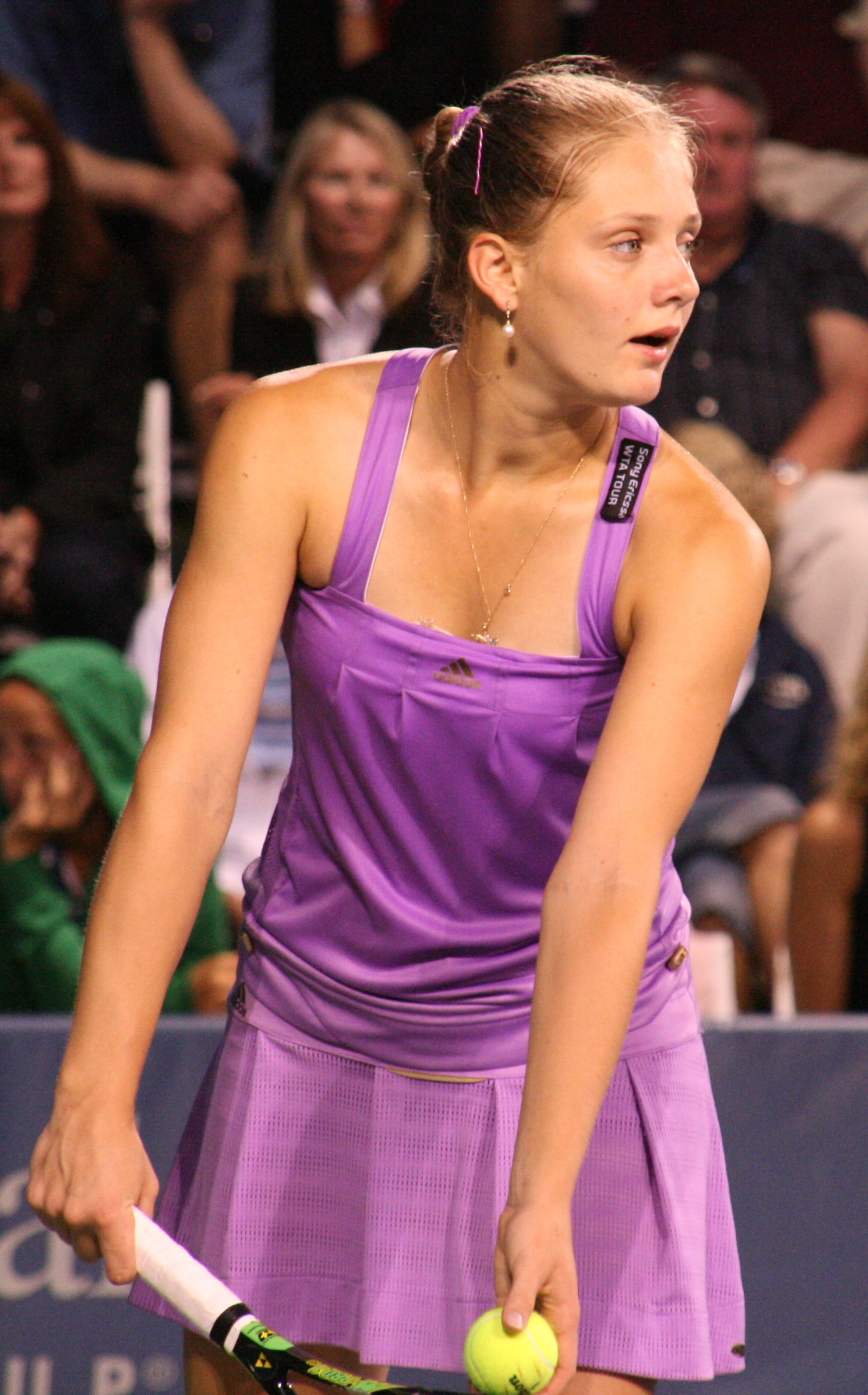
На турнире в Сан-Диего 2007 года

С 2006 года начинается самый успешный отрезок в карьере Чакветадзе. Открытый чемпионат Австралии завершился для неё во втором раунде. В марте на крупных турнирах в Индиан-Уэлсе и Майами она прошла до четвёртого раунда. В мае удалось выйти в полуфинал турнира в Варшаве. На Ролан Гаррос она завершила выступления во втором раунде и сыграла в 1/4 финала в парном разряде в дуэте с Еленой Весниной. На Уимблдоне выступила чуть лучше, пройдя в третий раунд. В июле Чакветадзе дебютировала в составе сборной России в розыгрыше Кубка Федераций. Она выиграла в раунде плей-офф против Хорватии одну одиночную встречу и проиграла парную, и, таким образом, помогла россиянкам обыграть хорваток со счётом 3:2.
В начале августа 2006 года Чакветадзе вышла в четвертьфинал турнира в Сан-Диего. Ещё на одном крупном турнире в Монреале удалось выйти в полуфинал. На Открытом чемпионате США того года был впервые достигнут четвёртый раунд Большого шлема. В сентябре в команде с Весниной вышла в парный финал турнира в Пекине. Осенью Чакветадзе выиграла свой первый титул WTA на турнире в Гуанчжоу, победив в финале испанку Анабель Медину Гарригес (6:1, 6:4), а 15 октября выиграла второй титул подряд, взяв его на Кубке Кремля в Москве. По ходу турнира 1-й категории она обыграла Динару Сафину, Франческу Скьявоне, Елену Дементьеву и Надежду Петрову в финале со счётом 6:4, 6:4. После этих побед Чакветадзе поднялась в топ-20 мирового рейтинга и завершила сезон на высоком 13-м месте.
2007 год стал самым успешным в карьере Чакветадзе. Она отлично начала сезон, сразу выиграв свой третий титул WTA на турнире в Хобарте, победив в финале соотечественницу Василису Бардину со счётом 6:3, 7:6(3). На Открытом чемпионате Австралии был оформлен первый в карьере выход в 1/4 финала на Больших шлемах в одиночном разряде. В феврале она сыграла на турнирах в 2-й категории: в Париже вышла в четвертьфинал, а в Антверпене в полуфинал, оба раза проиграв Амели Моресмо. После этого Чакветадзе дебютировала в первой десятке мирового рейтинга. В марте она сыграла в Индиан-Уэлсе, где вышла в четвёртый раунд, а затем смогла выйти в полуфинал крупного турнира в Майами. В апреле сыграла в победной встрече Кубка Федерации против Испании, победив в одном матче Нурию Льягостеру Вивес.
В грунтовой части сезона Чакветадзе сыграла на четырёх турнирах и смогла выйти в четвертьфинал на Ролан Гаррос. В июне выиграла свой первый турнир на траве — в голландском Хертогенбосе, обыграв в финале Елену Янкович. На Уимблдоне она проиграла в третьем раунде. В июле она сыграла в Кубке Федерации и помогла России обыграть команду США, победив в одном матче из двух. Затем в США Чакветадзе выиграла два турнира подряд: в Цинциннати и в Стэнфорде. На турнире в Сан-Диего дошла до полуфинала, по ходу турнира победив Винус Уильямс. В Стэнфорде и Сан-Диего она также смогла выйти в парные финалы в альянсе с Викторией Азаренко. Успешно она выступила на Открытом чемпионате США. Чакветадзе смогла единственный раз в карьере доиграть до полуфинала Большого шлема, где проиграла Светлане Кузнецовой. После этого выступления удалось подняться на самую высокую в карьере — пятую строчку женского рейтинга.
В сентябре 2007 года Чакветадзе защищала честь сборной в финале Кубка Федераций против Италии и принесла одно очко, победив Франческу Скьявоне. Таким образом, в составе сборной стала обладательницей престижного командного кубка. Благодаря успешным выступлениям в течение всего сезона, и это дало право участвовать на итоговом чемпионате. В своей группе Чакветадзе одолела Елену Янкович (6:4, 0:6,
6:3) и Серену Уильямс на отказе после первого сета (6:4), проиграв Жюстин Энен (1:6, 6:7). В полуфинале она проиграла соотечественнице Марии Шараповой (2:6, 2:6) и закончила год на 6 месте в рейтинге.

### 2008—2009
На первом для себя турнире 2008 года в Сиднее Чакветадзе уступила в первом же раунде. На Открытом чемпионате Австралии она доиграла до третьего раунда. После этого приняла участие в матче Кубка Федераций против Израиля, обыграв Ципору Обзилер со счётом 6:4, 6:2 и выведя сборную в полуфинал. Этот матч стал также известен поведением израильских болельщиков, которые мешали россиянке во время матча. На следующей неделе она смогла победить на турнире 2-й категории в Париже. На своём пути она обыграла трёх француженок, в том числе и Амели Моресмо, а в финале выиграла  у Агнеш Саваи со счётом 6:3, 2:6, 6:2. На следующих двух турнирах проигрывала в первых кругах игрокам, стоящим ниже её в рейтинге. Затем на турнире 2-й категории в Дохе она дошла до четвертьфинала, одолев по ходу турнира Агнешку Радваньскую и Динару Сафину.
В апреле 2008 года Чакветадзе вновь сыграла в составе сборной и помогла команде России обыграть США в полуфинале Кубка Федерации со счётом 3:2. Анна в первом матче полуфинала обыграла Ваню Кинг. В грунтовой части сезона стала полуфиналисткой на крупном турнире в Отме, где в матче второго круга в очередной раз проявила характер, вытащив матч со счёта 3:6, 0:4 против Катерины Бондаренко и в следующем круге в очередной раз одолела польку Агнешку Радваньскую. Но на главном грунтовом турнире — Открытом чемпионате Франции, будучи 6-й сеяной, проиграла эстонке Кайе Канепи — 4:6, 6:7, во втором круге. На Уимблдонском турнире в первом круге отыграла три матчбола у канадки Стефани Дюбуа и потом дошла до четвёртого раунда, уступив чешке Николь Вайдишовой — 6:4, 6:7, 3:6.
Следующий турниром должна была быть Олимпиада, куда Чакветадзе проходила по рейтингу теннисисток из России. Но перед матчем второго круга на Уимблдоне против Евгении Родиной официально заявила, что в Пекин не поедет:
Это было тяжёлое решение. Так получилось, что в этом году у меня абсолютно не было подготовки к турнирам. Выходит, я порхаю с турнира на турнир, а тренироваться времени толком и нет. Из-за этого результаты невыдающиеся, а на Олимпиаде надо выступать, только будучи в хорошей форме. Лично мне хочется завоевать для своей страны медаль. Но я не чувствую себя готовой к этому. Через неделю после Игр начинается US Open. Перелёт из Пекина в Нью-Йорк очень сложный. Вот я и решила, что для меня важнее Открытый чемпионат США…»

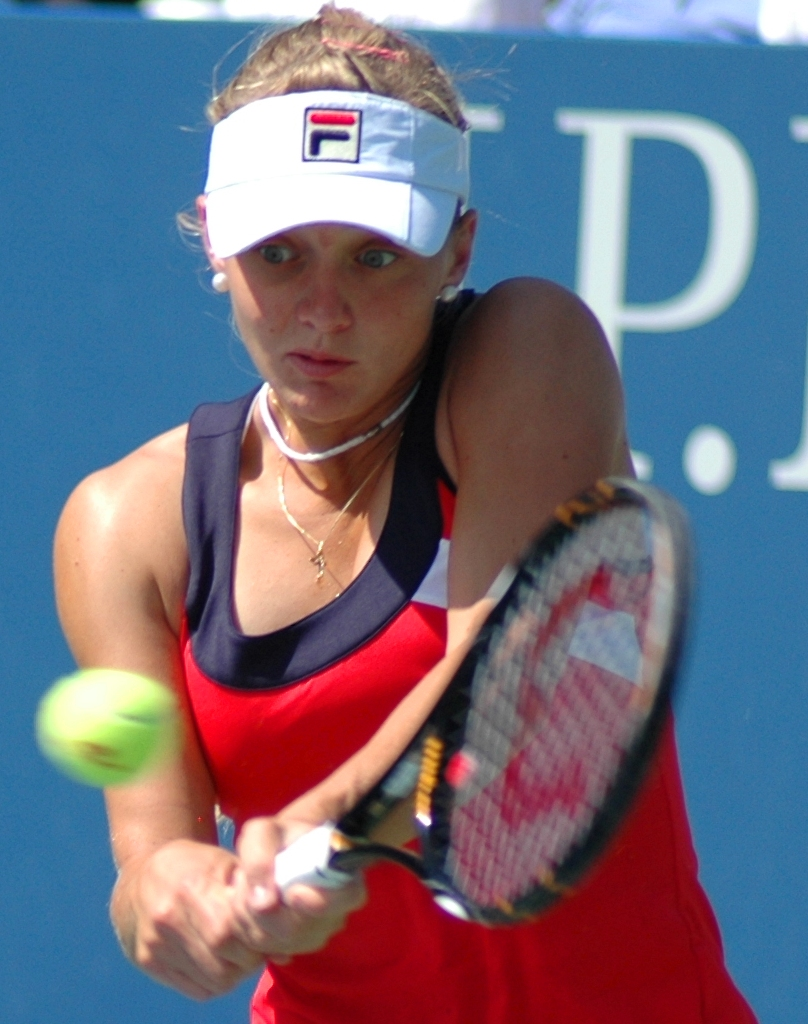
На Открытом чемпионате США 2009 года

US Open Series была менее успешной, чем год назад. Лишь в Нью-Хейвене Чакветадзе вышла в финал, где впервые проиграла его в основном туре (до этого было семь выигранных финалов). Провальным был Открытый чемпионат США, где Чакветадзе, получившая 10-й номер посева, сенсационно проиграла в первом раунде соотечественнице Екатерине Макаровой (6:1, 2:6, 3:6). После этого она окончательно покинула топ-10 мирового рейтинга. Концовку сезона Чакветадзе сыграла неудачно. На пяти турнирах осени она выиграла лишь два матча и закончила год на 18-м месте.
В 2009 году результаты Чакветадзе ухудшились. На Открытом чемпионате Австралии она смогла преодолеть один круг, проиграв во втором австралийке Елене Докич (4:6, 7:6, 3:6). В феврале помогла России разгромить китаянок в первом раунде Кубка Федерации. В марте в Индиан-Уэлсе взяла реванш у Макаровой за поражение в первом круге Открытого чемпионата США прошлого года. В апреле последний раз в карьере сыграла за сборную, проиграв свой матч Флавии Пеннетте. На грунте она дошла до третьего раунда в Риме и Мадриде; на этих турнирах побеждала Саманту Стосур и Анабель Медину Гарригес. Но на Открытом чемпионате Франции в первом же матче турнира неожиданно проиграла колумбийской теннисистке Мариане Дуке Мариньо (6:3, 4:6, 4:6).
В Истборне Чакветадзе в седьмой раз в карьере победила сербку Елену Янкович, входившую в топ-10. На Уимблдоне проиграла немке Сабине Лисицки (6:4, 6:7, 2:6) и вылетела из топ-30. К Открытому чемпионату США Чакветадзе ещё больше опустилась в рейтинге и впервые за три года не попала в число сеяных на турнире Большого шлема. Несмотря на это, один матч выиграла у японки Юрики Сэмы (4:6, 6:1, 6:2), а во втором круге проиграла седьмой сеяной Вере Звонарёвой (6:3, 1:6, 1:6).
После североамериканских турниров пропустила 6 недель из-за травмы. Последним турниром стал Кубок Кремля, где Чакветадзе проиграла в первом круге и закончила год на 70 месте в мировой классификации.

### 2010—2013
В 2010 году не смогла преодолеть квалификацию на турнире в Хобарте, а затем проиграла в первом раунде Австралийского чемпионата. В феврале она вышла в четвертьфинал турнира в Паттайе, а в парном разряде дошла до финала в дуэте с Ксенией Первак. В матче против Агнешки Радваньской в Индиан-Уэлсе получила травму левой лодыжки. Пропустив несколько турниров, Чакветадзе впервые за шесть лет покинула первую сотню рейтинга WTA. На Открытом чемпионате Франции второй год подряд проиграла в первом круге. В травяной части сезона обыграла два раза Андреа Петкович, в том числе на Уимблдоне. В июле впервые за два года взяла титул. Произошло это на турнире в Портороже, где в финале выиграла у Юханны Ларссон (6:1, 6:2). Также в финале она сыграла и в парном разряде вместе с Мариной Эракович. Это победа позволила вернуться в первую сотню рейтинга WTA. Неделю спустя, на турнире такого же уровня в Копенгагене, преодолев квалификацию и второй раз подряд победив Ларссон, дошла до полуфинала. Также в августе Чакветадзе победила на 100-тысячнике младшего цикла ITF в Нью-Йорке. На Открытом чемпионате США проиграла в первом круге. На Кубке Кремля в Москве прошла в четвертьфинал, выбив из турнира третью сеяную китаянку На Ли и завершила сезона на 56-й позиции рейтинга.
Сезон 2011 года начался с двух поражений на турнирах международной серии в Окленде и Хобарте. Первая победа сезона пришлась на Открытый чемпионат Австралии. В первом круге одолела белорусскую теннисистку Ольгу Говорцову (6:3, 6:4), но в следующем матче проиграла Петре Квитовой. На следующем турнире в Дубае в первом круге победила Даниэлу Гантухову. В матче второго круга против датчанки Каролины Возняцки при счёте 1:6, 5:3 упала в обморок. На следующем турнире в Индиан-Уэлсе, играя с Марией Кириленко, была вынуждена сняться. В грунтовой части сезона в Штутгарте прошла квалификацию. В игре с Зузаной Кучовой при 6:1, 5:7, 4:4 Чакветадзе вновь упала в обморок. На корт вернулась в июне. В голландском Хертогенбосе в первом круге проиграла испанке Лурдес Домингес Лино (4:6, 1:6). На следующей неделе проиграла в первом раунде Уимблдона Марии Шараповой (2:6, 1:6) и досрочно завершила сезон. Закончила год на 230-м месте мировой классификации.
Вернувшись на корт в начале 2012 года, Чакветадзе смогла на первом для себя турнире в Хобарте выйти в четвертьфинал. На Открытом чемпионате Австралии она выбыла в первом же раунде и после этого не выступала до апреля. До августа она не могла преодолеть первый раунд на всех турнирах. Затем сыграла на небольшом 50-тысячнике в Нью-Йорке, где вышла в финал. В сентябре она сыграла на турнире в Ташкенте, где вышла во второй раунд, а в парном разряде смогла сыграть в финале в альянсе с Весной Долонц. Это выступление стало для россиянки последним в основной карьере. В сентябре 2013 года она официально объявила о завершении карьеры в возрасте 26 лет из-за хронической травмы спины.

### 2023 год
В начале августа 2023 года, впервые, после 11 летнего перерыва, Анна Чакветадзе появилась в списке резервных участников на серии турниров ITF, проводимых в Бельгии. Эти события включали турнир в Коксейде, который проходил с 7 по 13 августа, соревнования в Дюффеле с 14 по 20 августа, и турнир в Ванферс-Боле, организованный с 21 по 27 августа. В Коксейде Чакветадзе не заявилась, а в Дюффеле проиграла в стартовом матче парного разряда

## Обмороки на корте
В 2011 году у Чакветадзе случилась серия обмороков, трижды во время или после матчей на разных турнирах.
Истинную причину обмороков выявить удалось не сразу. Была версия в том, что причина случившегося — боли в желудке. Чакветадзе после первого обморока на турнире в Дубае вернулась на корт в Индиан-Уэлсе. Но в матче второго круга против Марии Кириленко была вынуждена из-за головокружения сняться и уже позже в кабинете у доктора потеряла сознание. Доктора установили, что Чакветадзе страдает от нейрокардиогенных обмороков и посоветовали отдохнуть от спорта и больше заботиться о своём здоровье. Россиянка вновь прошла курс лечения в Москве. Но через месяц в Штутгарте вновь упала в обморок. Чакветадзе вернулась из Германии и продолжила курс реабилитации в Москве. Очередное обследование выявило воспаление внутреннего уха, которое могло влиять на работу сосудов и стать причиной обмороков. За обмороками последовало воспаление суставов и травма голеностопа, а играть не готовой теннисистка не хотела. В ноябре 2011 года теннисистка заморозила рейтинг на два года, а в 2013 году объявила о завершении карьеры.

## Итоговое место в рейтинге WTA по годам
| Год  | Одиночный рейтинг | Парный рейтинг |
| 2012 | 222               | 236            |
| 2011 | 230               | 1123           |
| 2010 | 56                | 134            |
| 2009 | 70                | 304            |
| 2008 | 18                | 285            |
| 2007 | 6                 | 75             |
| 2006 | 13                | 68             |
| 2005 | 33                | 280            |
| 2004 | 84                | 661            |
| 2003 | 374               |                |
| 2002 | 756               |                |

## Выступления на турнирах

### Финалы турнировWTAв одиночном разряде (9)

#### Победы (8)
| Легенда: До 2009 года       | Легенда: С 2009 года  |
| --------------------------- | --------------------- |
| Турниры Большого шлема (0)* |                       |
| Олимпиада (0)               |                       |
| Итоговый турнир WTA (0)     |                       |
| 1-я категория (1)           | Premier Mandatory (0) |
| 2-я категория (2)           | Premier 5 (0)         |
| 3-я категория (3)           | Premier (0)           |
| 4-я категория (1)           | International (1)     |
| 5-я категория (0)           | International (1)     |

| Титулы по покрытиям | Титулы по месту проведения матчей турнира |
| ------------------- | ----------------------------------------- |
| Хард (6)*           | Зал (2)                                   |
| Грунт (0)           | Зал (2)                                   |
| Трава (1)           | Открытый воздух (6)                       |
| Ковёр (1)           | Открытый воздух (6)                       |

* количество побед в одиночном разряде.
| № | Дата             | Турнир                  | Покрытие    | Соперница в финале      | Счёт           |
| 1 | 25 сентября 2006 | Гуанчжоу, Китай         | Хард        | Анабель Медина Гарригес | 6:1 6:4        |
| 2 | 9 октября 2006   | Москва, Россия          | Ковёр (зал) | Надежда Петрова         | 6:4 6:4        |
| 3 | 8 января 2007    | Хобарт, Австралия       | Хард        | Василиса Бардина        | 6:3 7:6(3)     |
| 4 | 18 июня 2007     | Хертогенбос, Нидерланды | Трава       | Елена Янкович           | 7:6(2) 3:6 6:3 |
| 5 | 16 июля 2007     | Цинциннати, США         | Хард        | Акико Моригами          | 6:1 6:3        |
| 6 | 23 июля 2007     | Станфорд, США           | Хард        | Саня Мирза              | 6:3 6:2        |
| 7 | 4 февраля 2008   | Париж, Франция          | Хард (зал)  | Агнеш Савай             | 6:3 2:6 6:2    |
| 8 | 19 июля 2010     | Порторож, Словения      | Хард        | Юханна Ларссон          | 6:1 6:2        |

#### Поражение (1)
| № | Дата            | Турнир          | Покрытие | Соперница в финале | Счёт        |
| 1 | 17 августа 2008 | Нью-Хэйвен, США | Хард     | Каролина Возняцки  | 6:3 4:6 1:6 |

### Финалы турнировITFв одиночном разряде (6)

#### Победы (2)
| Легенда:         |
| ---------------- |
| 100.000 USD (1)* |
| 75.000 USD (0)   |
| 50.000 USD (0)   |
| 25.000 USD (1)   |
| 10.000 USD (0+1) |

| Титулы по покрытиям | Титулы по месту проведения матчей турнира |
| ------------------- | ----------------------------------------- |
| Хард (2+1)*         | Зал (1)                                   |
| Грунт (0)           | Зал (1)                                   |
| Трава (0)           | Открытый воздух (1+1)                     |
| Ковёр (0)           | Открытый воздух (1+1)                     |

* количество побед в одиночном разряде + количество побед в парном разряде.
| № | Дата            | Турнир                   | Покрытие   | Соперница в финале | Счёт        |
| 1 | 22 февраля 2004 | Редбридж, Великобритания | Хард (зал) | Виржини Пише       | 6:2 6:2     |
| 2 | 28 августа 2010 | Бронкс, США              | Хард       | София Арвидссон    | 4:6 6:2 6:2 |

#### Поражения (4)
| № | Дата             | Турнир                     | Покрытие   | Соперница в финале | Счёт        |
| 1 | 15 февраля 2004  | Сандерленд, Великобритания | Хард (зал) | Кайя Канепи        | 6:7(5) 0:6  |
| 2 | 6 июня 2004      | Сербитон, Великобритания   | Трава      | Акико Моригами     | 4:6 6:1 1:6 |
| 3 | 26 сентября 2004 | Батуми, Грузия             | Хард       | Ана Иванович       | 3:6 3:6     |
| 4 | 12 августа 2012  | Бронкс, США                | Хард       | Ромина Опранди     | 7:5 3:6 3:6 |

### Финалы турнировWTAв парном разряде (6)

#### Поражения (6)
| № | Дата             | Турнир              | Покрытие | Партнёрша         | Соперницы в финале                    | Счёт           |
| 1 | 24 сентября 2006 | Пекин, Китай        | Хард     | Елена Веснина     | Вирхиния Руано Паскуаль Паола Суарес  | 2:6 4:6        |
| 2 | 23 июля 2007     | Станфорд, США       | Хард     | Виктория Азаренко | Саня Мирза Шахар Пеер                 | 4:6 6:7(5)     |
| 3 | 30 июля 2007     | Сан-Диего, США      | Хард     | Виктория Азаренко | Кара Блэк Лизель Хубер                | 5:7 4:6        |
| 4 | 8 февраля 2010   | Паттайя, Таиланд    | Хард     | Ксения Первак     | Тамарин Танасугарн Марина Эракович    | 5:7 1:6        |
| 5 | 19 июля 2010     | Порторож, Словения  | Хард     | Марина Эракович   | Мария Кондратьева Владимира Углиржова | 4:6 6:2 [7:10] |
| 6 | 10 сентября 2012 | Ташкент, Узбекистан | Хард     | Весна Долонц      | Паула Каня Полина Пехова              | 2:6 — отказ    |

### Финалы турнировITFв парном разряде (1)

#### Победа (1)
| № | Дата         | Турнир          | Покрытие | Партнёрша     | Соперницы в финале        | Счёт    |
| 1 | 14 июля 2002 | Стамбул, Турция | Хард     | Ирина Коткина | Даниэла Берцек Ана Цетник | 7:5 6:4 |

### Финалы командных турниров (2)

#### Победы (2)
| № | Год  | Турнир          | Команда                                        | Соперник в финале                                         | Счёт |
| 1 | 2007 | Кубок Федерации | Россия Е. Веснина, С. Кузнецова, А. Чакветадзе | Италия М. Сантанджело, Ф. Скьявоне                        | 4-0  |
| 2 | 2008 | Кубок Федерации | Россия Не играла в финале.                     | Испания Н. Льягостера Вивес, А. Медина, К. Суарес Наварро | 4-0  |

## История выступлений на турнирах
| Турнир                                  | 2003                 | 2004                 | 2005                 | 2006                 | 2007                 | 2008                 | 2009                                | 2010                                | 2011                                | 2012                                | Итог   | В/П за карьеру |
| --------------------------------------- | -------------------- | -------------------- | -------------------- | -------------------- | -------------------- | -------------------- | ----------------------------------- | ----------------------------------- | ----------------------------------- | ----------------------------------- | ------ | -------------- |
| Турниры Большого шлема                  |                      |                      |                      |                      |                      |                      |                                     |                                     |                                     |                                     |        |                |
| Открытый чемпионат Австралии            | -                    | -                    | 2Р                   | 2Р                   | 1/4                  | 3Р                   | 2Р                                  | 1Р                                  | 2Р                                  | 1Р                                  | 0 / 8  | 10-8           |
| Открытый чемпионат Франции              | -                    | -                    | 3Р                   | 2Р                   | 1/4                  | 2Р                   | 1Р                                  | 1Р                                  | -                                   | -                                   | 0 / 6  | 8-6            |
| Уимблдонский турнир                     | -                    | -                    | 1Р                   | 3Р                   | 3Р                   | 4Р                   | 1Р                                  | 2Р                                  | 1Р                                  | -                                   | 0 / 7  | 8-7            |
| Открытый чемпионат США                  | -                    | 3Р                   | 3Р                   | 4Р                   | 1/2                  | 1Р                   | 2Р                                  | 1Р                                  | -                                   | -                                   | 0 / 7  | 13-7           |
| Итог                                    | 0 / 0                | 0 / 1                | 0 / 4                | 0 / 4                | 0 / 4                | 0 / 4                | 0 / 4                               | 0 / 4                               | 0 / 2                               | 0 / 1                               | 0 / 28 |                |
| В/П в сезоне                            | 0-0                  | 2-1                  | 5-4                  | 7-4                  | 15-4                 | 6-4                  | 2-4                                 | 1-4                                 | 1-2                                 | 0-1                                 |        | 39-28          |
| Итоговые турниры                        |                      |                      |                      |                      |                      |                      |                                     |                                     |                                     |                                     |        |                |
| Итоговый турнир WTA                     | -                    | -                    | -                    | -                    | 1/2                  | -                    | -                                   | -                                   | -                                   | -                                   | 0 / 1  | 2-2            |
| Турниры Премьер Mandatory               |                      |                      |                      |                      |                      |                      |                                     |                                     |                                     |                                     |        |                |
| Индиан-Уэлс                             | -                    | -                    | 3Р                   | 4Р                   | 4Р                   | -                    | 3Р                                  | 2Р                                  | 2Р                                  | -                                   | 0 / 6  | 9-6            |
| Майами                                  | -                    | -                    | 1Р                   | 4Р                   | 1/2                  | 3Р                   | 3Р                                  | 1Р                                  | -                                   | -                                   | 0 / 6  | 9-6            |
| Мадрид                                  | Не проводился        | Не проводился        | Не проводился        | Не проводился        | Не проводился        | Не проводился        | 3Р                                  | -                                   | -                                   | К                                   | 0 / 1  | 2-1            |
| Пекин                                   | Не Premier Mandatory | Не Premier Mandatory | Не Premier Mandatory | Не Premier Mandatory | Не Premier Mandatory | Не Premier Mandatory | -                                   | К                                   | -                                   | -                                   | 0 / 0  | 0-0            |
| Турниры Премьер 5                       |                      |                      |                      |                      |                      |                      |                                     |                                     |                                     |                                     |        |                |
| Доха / Дубай                            | Не 1К                | Не 1К                | Не 1К                | Не 1К                | Не 1К                | 2Р                   | 1Р                                  | -                                   | 2Р                                  | -                                   | 0 / 3  | 1-3            |
| Рим                                     | -                    | -                    | 2Р                   | 1Р                   | 3Р                   | 1/2                  | 3Р                                  | -                                   | -                                   | 1Р                                  | 0 / 6  | 7-6            |
| Монреаль / Торонто                      | -                    | -                    | -                    | 1/2                  | 2Р                   | 3Р                   | 1Р                                  | -                                   | -                                   | -                                   | 0 / 4  | 5-4            |
| Цинциннати                              | Не 1 категория       | Не 1 категория       | Не 1 категория       | Не 1 категория       | Не 1 категория       | Не 1 категория       | 2Р                                  | -                                   | -                                   | -                                   | 0 / 1  | 1-1            |
| Прочие бывшие турниры 1-й категории WTA |                      |                      |                      |                      |                      |                      |                                     |                                     |                                     |                                     |        |                |
| Чарлстон                                | -                    | -                    | -                    | -                    | -                    | 2Р                   | Не турнир старшей премьер-категории | Не турнир старшей премьер-категории | Не турнир старшей премьер-категории | Не турнир старшей премьер-категории | 0 / 1  | 0-1            |
| Москва                                  | К                    | 1Р                   | 1Р                   | П                    | 2Р                   | 1Р                   | Не турнир старшей премьер-категории | Не турнир старшей премьер-категории | Не турнир старшей премьер-категории | Не турнир старшей премьер-категории | 1 / 5  | 4-4            |
| Берлин                                  | -                    | -                    | 1Р                   | 3Р                   | 2Р                   | 2Р                   | Не проводился                       | Не проводился                       | Не проводился                       | Не проводился                       | 0 / 4  | 3-4            |
| Цюрих                                   | -                    | -                    | 1Р                   | -                    | К                    | Н1К                  | Не проводился                       | Не проводился                       | Не проводился                       | Не проводился                       | 0 / 1  | 0-1            |
| Сан-Диего                               | -                    | -                    | 1/4                  | 1/4                  | 1/2                  | НП                   | НП                                  | NM5                                 | NM5                                 | NM5                                 | 0 / 3  | 9-3            |
| Токио                                   | -                    | -                    | -                    | -                    | -                    | 1Р                   | -                                   | -                                   | -                                   | -                                   | 0 / 1  | 0-1            |
| Статистика за карьеру                   |                      |                      |                      |                      |                      |                      |                                     |                                     |                                     |                                     |        |                |
| Проведено финалов                       | 0                    | 0                    | 0                    | 2                    | 4                    | 2                    | 0                                   | 1                                   | 0                                   | 0                                   | 9      |                |
| Выиграно турниров                       | 0                    | 0                    | 0                    | 2                    | 4                    | 1                    | 0                                   | 1                                   | 0                                   | 0                                   | 8      |                |

К — проигрыш в квалификационном турнире.